# Melcher Lyckholm
David Melcher Lyckholm, född 9 december 1856 i Sjögestad i Östergötlands län, död 1 maj 1924 på Ulricehamns sanatorium, var en svensk bryggare och riksdagsman. Han var son till lantbrukaren Anders Persson och Christina, född Lyckholm.
Hans tio år äldre bror Johan Wilhelm Lyckholm var bryggmästare vid Ytterborgs bryggeri i Kristiania, och där började Melcher Lyckholms intresse för bryggeriyrket 1875. Han gick på Lechmann'sche Brauerschule i Worms och fick 1878 anställning som bryggmästare vid Erlangens bryggeri i Uppsala. År 1881 flyttade han över till det av brodern grundade Wilhelmsdals bryggeri, på egendomen Skår Westergård i Örgryte. Vid broderns död 1894 övertog han rörelsen under namnet J. W. Lyckholm & Co, vilket han utvecklade till ett av Sveriges största och modernaste bryggerier (år 1905 producerade Lyckholms bryggerier 1 028 ton malt). År 1897 blev han invald i styrelsen för Svenska bryggeriföreningen. Sin kommunala bana började Lyckholm i Örgryte landskommun, där han 1885 invaldes i kommunalfullmäktige samt fem år senare blev dess ordförande.
År 1897 valdes Lyckholm in i Göteborgs och Bohus läns landsting, där han 1910 blev vice ordförande och redan samma år ordförande, fram till 1923.  
I riksdagen var han ledamot av andra kammaren 1900–1908 för Askims och Sävedals härads valkrets. Han var ledamot av första kammaren 1909–1919 och 1912–1919 ledamot av bevillningsutskottet. Lyckholm var styrelseledamot av Göteborgs och Bohusläns Sparbank från 1903 (ordförande 1917), av Göteborgs Trädgårdsförening 1913 samt av Göteborgs museum 1915 (vice ordförande 1922). Han var suppleant i styrelsen för bryggeriförbunden från 1906 och ordinarie ledamot från 1915. År 1885 blev Lyckholm medlem av Svenska bryggareföreningen och av dess styrelse 1897. Hedersledamot där den 20 september 1920. Vice ordförande i "XI kretsen" 1894-1908.
Lyckholm bedrev även omfattande jordbruksverksamhet på sina egendomar Skår, Lagklarebäck och Helenedal. Han var styrelseledamot i Lindholmens verkstad och Nordiska Kullageraktiebolaget. Lyckholm tillskrivs förtjänsten av trålfiskets införande på västkusten.
Melcher Lyckholm var kommendör av första klass av Nordstjärneorden, kommendör av första klass av Vasaorden samt ledamot av Lantbruksakademien 1920.
År 1899 var Lyckholm ägare av fastigheten Bryggaregatan 4 i stadsdelen Inom Vallgraven i Göteborg, där han också bodde.
Bröderna Lyckholm är begravda på Sjögestads kyrkogård.